# 德和里
德和里，是台灣南部自清治時期至日治初期的一個行政區劃，其範圍即今屏東縣的車城鄉西南端及恆春鎮西部。
德和里北邊為興文里，東邊為仁壽里、宣化里，南邊瀕臨巴士海峽，西邊瀕臨台灣海峽。

## 管轄街庄
德和里共轄6個庄：
- 今車城鄉境內：射藔庄
- 今恆春鎮境內：龍泉水庄、槺榔林庄、大樹房庄、水泉庄、大平頂庄